# Bataille de Segura
Première guerre carliste
La bataille de Segura, qui a lieu le 23 mars 1839, est un affrontement de la première guerre carliste entre les troupes carlistes menées par Ramón Cabrera et les troupes fidèles à la régente Marie-Christine de Bourbon dirigées par Antonio Van Halen.

## La bataille
La première guerre carliste dure déjà depuis 1833 et s'éternise en cette année 1839. Par ailleurs, l'armée carliste a subi de lourds revers ces derniers temps.
Au mois d'avril 1839, le général carliste Ramon Cabrera fait fortifier le fort de Segura de los Baños. Il installe ensuite ses hommes sur les hauteurs de la route entre Cortes de Aragon et Segura, sachant que bientôt, l'armée gouvernementale dirigée par Antonio Van Halen viendra récupérer la place-forte. Ainsi, le 23 mars 1839, à 11h du matin, les troupes gouvernementales stationnées à Cortes de Aragon quittent la ville, en n'y laissant qu'un détachement de défense gardant la cité et l'hôpital militaire.
A l'approche de l'armée carliste, elles se déploient en deux colonnes, en tentant de déborder l'ennemi par ses deux côtés. A droite, on retrouve un bataillon d'infanterie et deux régiments de cavalerie, soutenus par l'artillerie de montagne, tandis qu'à gauche, l'armée gouvernementale compte douze compagnies d'infanterie et un régiment de cavalerie, appuyés d'une batterie d'artillerie. Rapidement, les carlistes sont contraints de reculer, abandonnant une à une toutes les redoutes défensives jusqu'à Segura. Ils se retirent finalement, mais parviennent à conserver le puissant fort de Segura.

## Conséquences
Le général Antonio Van Halen est relevée du commandement de l'armée gouvernementale du centre et remplacé par Agustín Nogueras, car il n'a pas pu reprendre le fort de Segura. Finalement le nouveau commandant est lui-même remplacé par Leopoldo O'Donnell dans les jours suivants, après avoir démissionné. 
Ramon Cabrera met en place le siège devant la ville de Vilafamés. Mais dès le mois d'août, il se retrouve isolé après la convention d'Ognate, et doit finalement fuir vers le France après une série d'importantes défaites.

## Source
- (es) Cet article est partiellement ou en totalité issu de l’article de Wikipédia en espagnol intitulé « Batalla de Segura » (voir la liste des auteurs).